# Piano Tiles
Piano Tiles ist ein Musik-Geschicklichkeits- und Arcade-Spiel für IOS, Android und Windows Phone. Weitere Namen sind Piano Tiles – Don't Tap the White Tile und Don't Tap the White Tile. Entwickelt wurde es von Hu Wen Zeng, Cheetah Mobile und Umoni Studio und am 28. März 2014 erstmals im App Store veröffentlicht. Im April erschien das Spiel für Android und im Juli für Windows Phone. Jedoch wurde es aus dem deutschen Google Play Store und dem deutschen App Store entfernt. Am 19. August 2014 wurde der zweite Teil, Piano Tiles 2, von Cheetah Mobile veröffentlicht. Später wurde das Spiel von Kooapps übernommen und am 6. Oktober 2023 weltweit neu veröffentlicht.

## Spielprinzip

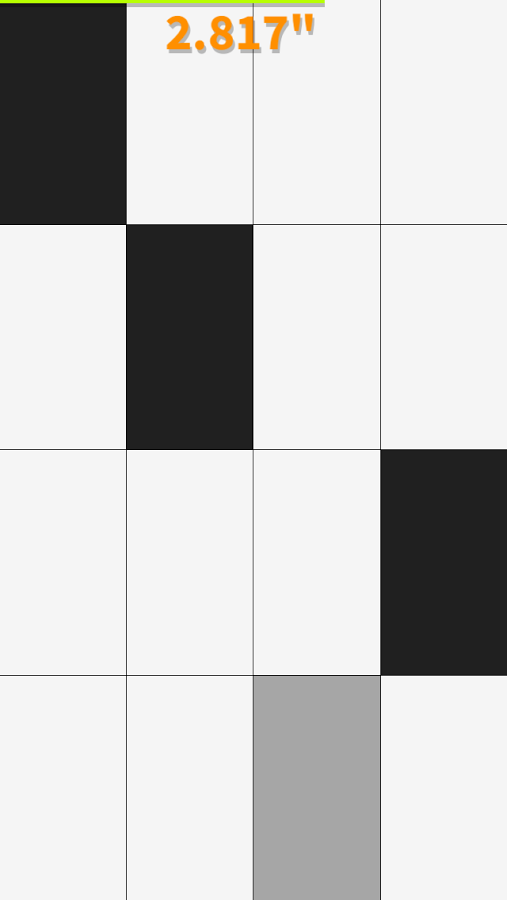
Screenshot des Spiels

Ziel des Spiels ist es, auf einer Art virtuellen Piano die schwarzen Flächen zu drücken, ohne dabei die weißen Flächen zu berühren. Dabei sind bereits vorher die kommenden Flächen zu sehen und es erscheinen immer wieder neue Ebenen, sobald man die schwarze Fläche berührt hat. Berührt man eine weiße Fläche, ist das Spiel vorbei. Bei jeder Berührung einer schwarzen Flächen ertönt außerdem ein Piano-Geräusch (zum Beispiel von Für Elise oder An die Freude). Hierbei gibt es sechs Spielmodi, aus denen man auswählen kann. Diese sind der klassische Modus, in der der Spieler eine bestimmte Zahl von Flächen berührt haben muss, um zu gewinnen. Im Arcade-Modus bewegen sich die Flächen automatisch und der Spieler muss schnell genug sein um nicht durch das Auslassen einer Fläche zu verlieren. Im Zen-Modus muss der Spieler in einer vorgegebenen Zeit möglichst viele schwarze Flächen treffen. Der Rush-Modus funktioniert wie der Arcade-Modus, allerdings steigert sich hierbei die Geschwindigkeit. Der Relay-Modus funktioniert wie der Zen-Modus, allerdings kann die Zeit durch das Berühren von schwarzen Flächen zurückgesetzt werden. Im Arcade+-Modus lassen sich außerdem noch weitere Schwierigkeiten und Konfigurationen zu dem Arcade-Modus hinzufügen.
Im zweiten Teil wurde das Spiel das Levelsystem und das Flächendesign überarbeitet und viele weiteren Dinge verändert.

## Rezeption
Das Spiel wurde in den App Stores weitgehend positiv aufgenommen. Der erste Teil war im April 2014 die meistheruntergeladene App im App Store und Playstore. Nach App Annie war Piano Tiles 2 auf Platz eins der meist heruntergeladenen Apps in 151 Ländern. 2016 wurde Piano Tiles 2 als Best Game of 2015 von Google Play nominiert. Pocketgamer lobt die Innovation des Spiels, die Pianospielen ganz neu erfindet.